# Lepidagathis macrochila
Lepidagathis macrochila là một loài thực vật có hoa trong họ Ô rô. Loài này được Lindau mô tả khoa học đầu tiên năm 1903.